# Piper PA-15 Vagabond
Piper PA-15 Vagabond и его вариант PA-17 Vagabond — американский лёгкий двухместный самолёт общего назначения. Разработан и выпускался предприятием Piper Aircraft с 1948 года. Произведено 387 самолётов PA-15 и 214 самолётов PA-17.

## Разработка и конструкция
Самолёт PA-15, разработанный вскоре после Второй мировой войны, был непосредственным развитием популярной модели Piper Cub. Многие конструкционные решения и целые детали были заимствованы у предыдущей машины: части крыла, шасси, хвостовое оперение. Размах крыла был меньше, чем у Piper Cub (9,1 м против 11 м)
Самолёт представлял собой одномоторный высокоплан смешанной конструкции. Оснащался трёхстоечным шасси с носовым колесом. Пилот и пассажир располагались рядом в двухместной кабине.
Самолёт PA-17 Vagabond оснащался двойным управлением и был предназначен для обучения пилотов, также отличался установкой резиновых амортизаторов шасси и другим двигателем.

## Лётно-технические характеристики (PA-15)
- Экипаж: 1 пилот и 1 пассажир
- Длина: 5,69 м
- Размах крыльев: 8,92 м
- Вес (пустой): 281 кг
- Вес (загруженный): 498 кг
- Силовая установка: 1×ПД Lycoming O-145, мощность 65 л. с.
- Максимальная скорость: 163 км/ч
- Крейсерская скорость: 146 км/ч
- Дальность: 405 км
- Практический потолок: 3 077 м
- Скороподъёмность: 2.6 м/с